# Завершення Другої світової війни у Європі

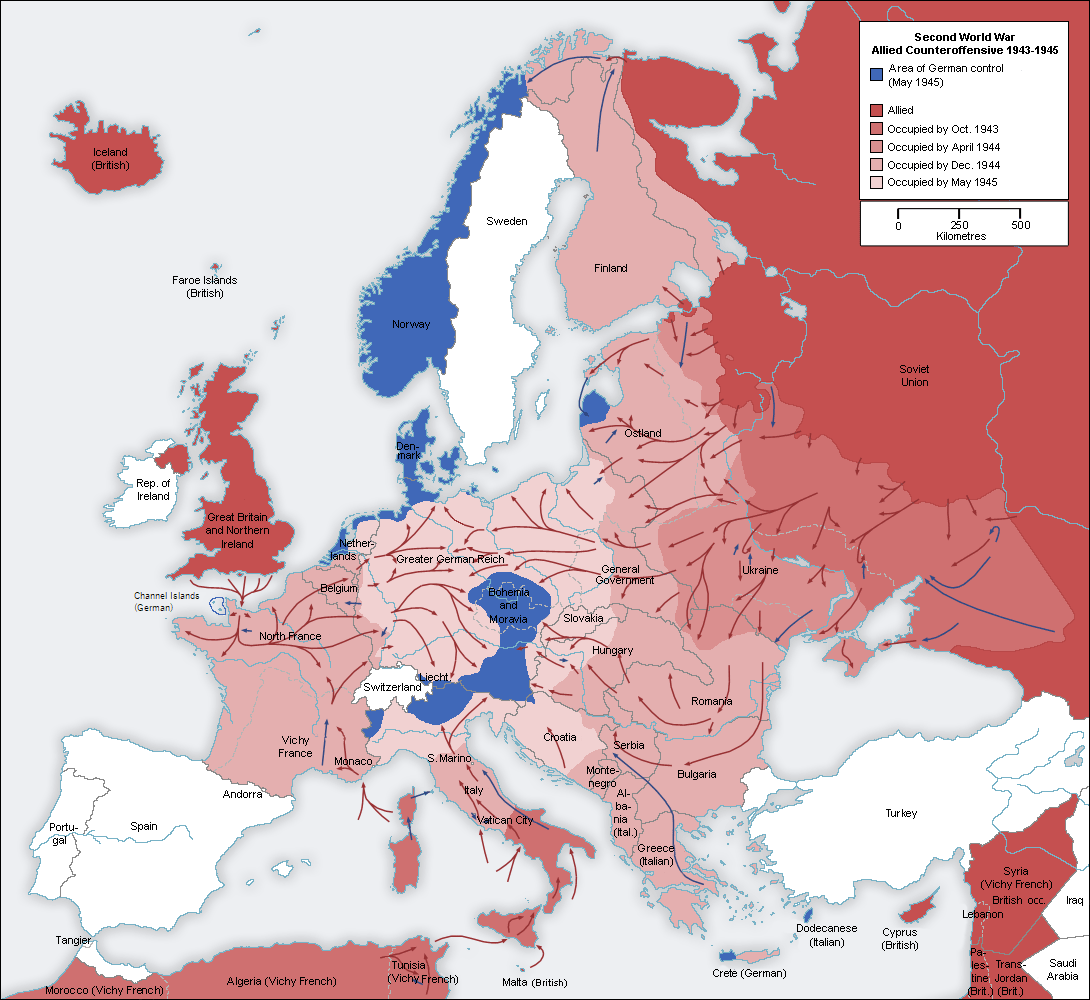
Території, контрольовані військами Німеччини на момент капітуляції (відзначені синім кольором)

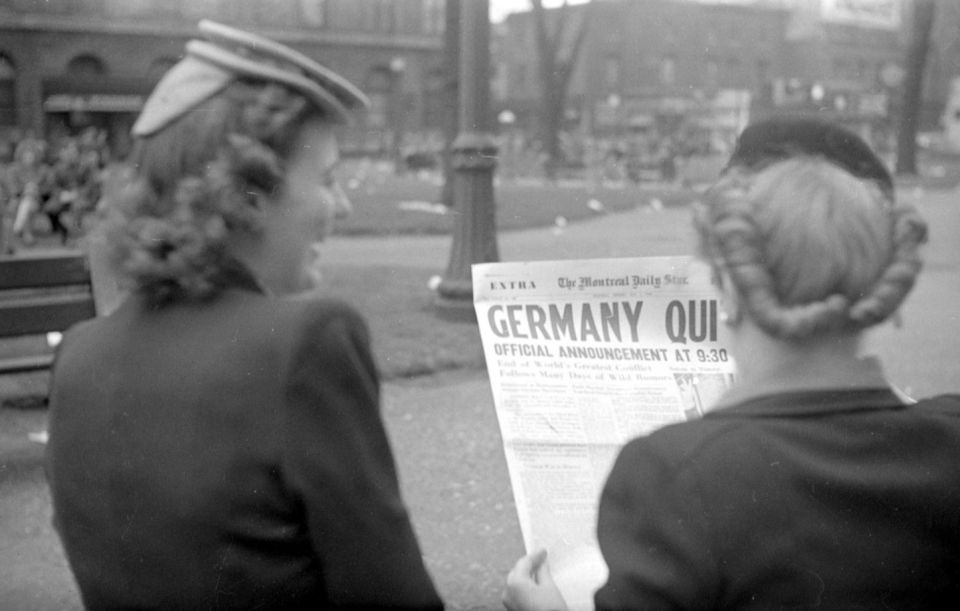
На першій сторінці монреальської Daily Star — капітуляція Німеччини. 7 травня 1945

Фінальні битви Другої світової війни на Європейському континенті, а також капітуляція Німеччини перед Західним альянсом та Радянським Союзом відбулися наприкінці квітня — початку травня 1945 р.

## Хронологія перебігу подій
Третій рейх залишає Фінляндію. 25 квітня 1945 року Фінська армія відтіснила залишки німецьких військ із території Фінляндії, на територію Норвегії.
Смерть Беніто Муссоліні. 27 квітня 1945 року коли війська союзників ввійшли в Мілан, італійського диктатора Беніто Муссоліні схопили італійські партизани. Він спробував втекти до Швеції та пристав до Німецького протиповітряного батальйону. 28 квітня Муссоліні був вбитий в італійському місті Джуйліно (Giulino); інші фашисти, яких спіймали разом із ним, були депортовані до італійського міста Донг та вбиті там. Їхні тіла привезли у Мілан та виставили на всенародний показ на одній із головних площ міста. 29 квітня Рудольфо Граціані в місті Казерта капітулював від імені всіх італійських військ. Він був міністром оборони в уряді Муссоліні.
Смерть Гітлера. 30 квітня німецький диктатор Адольф Гітлер разом із своєю дружиною Євою Браун здійснив самогубство у своєму особистому бункері. Єва Браун була його коханкою, з якою він одружився приблизно за 40 годин до їхнього спільного самогубства. За його останньою волею гроссадмірал Карл Деніц був призначений президентом, а Йозеф Геббельс рейхсканцлером Німеччини. Однак 1 травня Геббельс теж здійснив самогубство, зробивши Деніца єдиним керівником Німеччини.
Капітуляція німецьких військ в Італії. 29 квітня 1945 генерал СС Карл Вольф разом з Фітінгхофом підписали умови капітуляції німецьких військ в Італії.
Капітуляція німецьких військ у Берліні. Битва за Берлін закінчилась 2 травня 1945 року. У цей день німецький генерал артилерії Гельмут Вайдунг, котрий командував військами, що захищали Берлін, капітулював перед радянськими військами генерала Василя Чуйкова. У той же день, головне командування двох дивізій німецької армії Групи Вісла, котра дислокувалась на північ від Берліна — генерал Курт фон Тіппельскірх, командувач 21 дивізії сухопутних військ та генерал Гассо фон Мантефель командир 3 танкової дивізії, — капітулювали перед Західним альянсом.
Капітуляція німецьких військ на північному заході Німеччини. Капітуляція Данії та Нідерландів. 4 травня британський фельдмаршал Бернард Монтгомері змусив капітулювати генералів Ганс-Георга фон Фрідебурга та Ебергарда Кінзеля. О 16:00 генерал Йоганес Бласковіц, головнокомандувач німецьких військ у Нідерландах, капітулював перед канадським генералом Чарльзом Фолксом. Капітуляція відбулась у маленькому голландському селі Вагенінген (Wageningen) за присутності Принца Бернарда — діючого головнокомандувача об'єднаних голландських військ.
Капітуляція німецьких військ у Баварії. 4 травня 1945 року о 14:30 генерал Герман Фьортш (Hermann Foertsch) від імені військ, що дислокувалися на території між Богемськими горами та Верхньою частиною річки Інн, капітулював перед американським генералом Джейкобом Деверсом (Jacob L. Devers), командиром 6-ї дивізії США.
Центральна Європа. 5 травня у Чехії вибухнуло Празьке повстання. У Дрездені гауляйтер Мартін Мучманн заявив, що повинен розпочатися великомасштабний наступ німців на Східному фронті. Через два дні Мучманн покинув місто і був схоплений радянськими військами при спробі втекти.
Капітуляція німецьких військ у Бреслау. 6 травня о 18:00 генерал Герман Нігофф, комендант міста Бреслау капітулював перед радянськими військами, після того, як тримав оборону міста протягом кількох місяців.
Капітуляція десяти німецьких солдатів на Шпіцбергені
Останніми офіційно визнаними  німецькими військовослужбовцями, що  капітулювали, можна вважати 10 чоловік на Шпіцбергені (офіцер і 9 солдатів), які були відправлені на полярний архіпелаг ще в серпні 1944 для встановлення метеостанції. 29 квітня 1945 року вони втратили радіозв'язок із Німеччиною та жили ізольовано до вересня 1945 року, коли були випадково знайдені норвезькими мисливцями на тюленів. Жодного опору при арешті ними не було здійснено, і 4 вересня вони здалися.